# Măgherani
Măgherani é uma comuna romena localizada no distrito de Mureș, na região histórica da Transilvânia. A comuna possui uma área de 58.02 km² e sua população era de 1415 habitantes segundo o censo de 2007.